# Tor putitora
Mahseer
Espèce
Statut de conservation UICN

 EN : En danger
Tor putitora, le Mahseer, est une espèce de poissons d'eau douce actinoptérygiens de la famille des Cyprinidae.

## Description

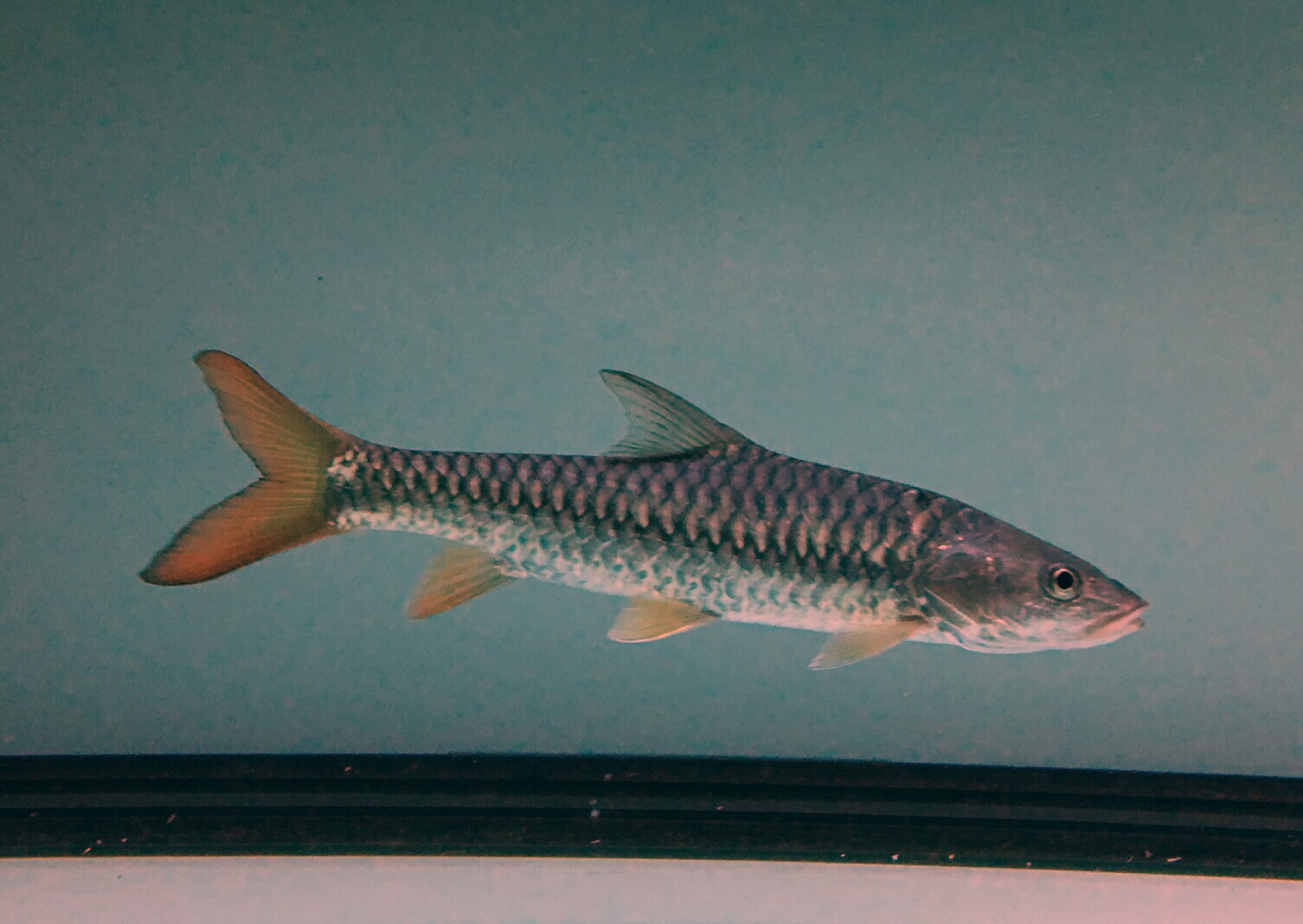
Un spécimen juvénile dans un aquarium.

Ce mahseer peut atteindre 2,75 m de long et peut peser 54 kg. Il s'agit d'un des plus grands représentants de sa famille.

## Répartition
Ce poisson d'eau douce est endémique de l'Asie du Sud. Il se rencontre dans les pays suivants : au Bhoutan, en Inde, au Népal et au Pakistan. Son statut d'espèce autochtone est incertain en Afghanistan, au Bangladesh, en Birmanie et en Chine. Il a été introduit en Papouasie-Nouvelle-Guinée,.

## Taxonomie

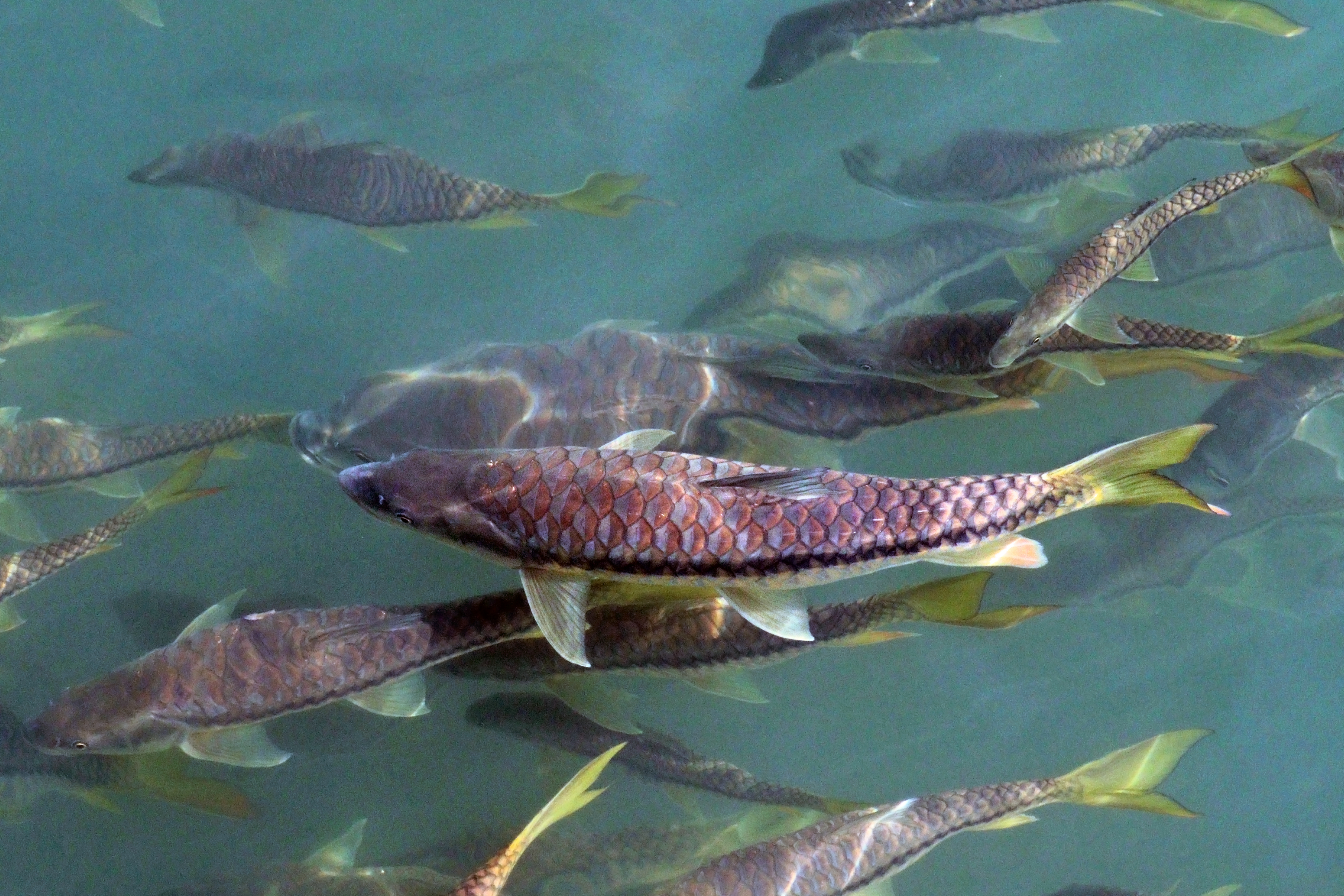
Un banc en surface de la rivière Babai, au Népal.

Cette espèce a été décrite en 1822 par le zoologiste écossais Francis Buchanan-Hamilton. Avant d'être classée dans le genre Tor, l'espèce a été initialement classée dans le genre Cyprinus sous le protonyme Cyprinus putitora Hamilton, 1822,.
Tor putitora a pour synonymes :
- Barbus macrocephalus McClelland, 1839
- Barbus mosal (Hamilton, 1822)
- Barbus progeneius McClelland, 1839
- Barbus putitora (Hamilton, 1822)
- Cyprinus mosal Hamilton, 1822
- Cyprinus putitora Hamilton, 1822
- Puntius putuitora (Hamilton, 1822)
- Tor mosal (Hamilton, 1822)
- Tor progeneius (McClelland, 1839)

### Liste des variétés
Selon GBIF (9 janvier 2024) :
- Tor mosal var. mahanadicus David, 1953
- Tor mosal var. mosal

### Publication originale
- (en) Francis Buchanan-Hamilton, An Account of the Fishes Found in the River Ganges and Its Branches, Édimbourg, Constable & Co., 1822, 405 p. (lire en ligne). Protologue de Tor putitora.

## Tor putitoraet l'Homme
Tor putitora est considéré comme une « espèce en danger » par la liste rouge de l'UICN.
Il s'agit du « poisson d'État (en) » des subdivisions fédérales indiennes de l'Arunachal Pradesh, du Himachal Pradesh, du Jammu-et-Cachemire, de l'Odisha et de l'Uttarakhand.